# Kétlyukú-barlang
A Kétlyukú-barlang bazaltban kialakult barlang. Nagygörbőn található.

## Leírás
Nagygörbő határában, a Kovácsi-hegy Bazaltutcájában található. Nagygörbőről D felé indul a 2 km-es portalanított üzemi út egy kőbányához, mely találkozási pont, parkolóhely lehet a barlang felkeresésekor. A bánya üzemi épületeitől jobbra, Ny felé a meddőhányó aljánál elhaladva vezet az út a Bazaltutcába. A nagygörbői bányától kb. 450 m-re, a Bazaltutca két párhuzamos ágának összetorkollásától 15 m-rel visszafelé, a kisebbik, magasabban lévő úgynevezett mellékutcában, annak felfelé tartó törmeléklépcsők alkotta aljában van a barlang. Kettős bejárata D felé néz a szürke bazalt alkotta törmeléklépcsőből.
Nagyobb, magasabban nyíló bejárata 80×50 cm-es, a kisebb, alacsonyabban nyíló 40×30 cm-es. 1 m után a két bejáratot követő kúszójáratok összeérnek és 1,1 m magas, 1 m széles fülkét alkotnak. Ebből egy jobbra, derékszögben törő lépcsőzetes kúszójárat visszacsatlakozik a nagyobb bejárathoz. É felé további kúszójáratként 3,5 m hosszan járható és egyre szűkülő folyosó alkotja a barlangot. K-i oldalfalát és mennyezetét nagyobb bazalttuskók alkotják, Ny-i fala egybefüggő bazaltlap. Alját leginkább lazán fekvő termetes bazalttörmelék képezi. A legtávolabbi, legalsó részeken morzsalékos kitöltés található. Hossza 4,5 m. Barlangjáró alapfelszereléssel járható.
További kutatása nem sok eredményt hozhat. Helyi jelentőségű kis barlang, mely szemléletes példája az atektonikus barlangképződésnek.
A barlang genetikailag a vulkánikus kőzetekben másodlagos úton létrejövő üregek csoportjába tartozik, ezen belül atektonikus barlangnak tekinthető. A barlang Ny-i falától eltávolodott és annak nekitámaszkodó kőtömbök hézaga alkotja az üreget. Hosszanti tengelye megegyezik a Bazaltutca irányával.
Előfordul a barlang az irodalmában Kétlyuku-barlang (Eszterhás 1993) néven is.

## Kutatástörténet
Eszterhás István Magyarország nemkarsztos barlangjainak listája című, 1989-ben készült kéziratában az olvasható, hogy a Bakony hegységben, a 4440-es barlangkataszteri területen, Nagygörbőn lévő Kétlyukú-barlang bazaltban alakult ki. A barlang 4,5 m hosszú és 1 m mély. A listában meg van említve az a Magyarországon, nem karsztkőzetben kialakult, létrehozott 220 objektum (203 barlang és 17 mesterséges üreg), amelyek 1989. év végéig váltak ismertté. Magyarországon 40 barlang keletkezett bazaltban. Az összeállítás szerint Kordos László 1984-ben kiadott barlanglistájában fel van sorolva 119 olyan barlang is, amelyek nem karsztkőzetben jöttek létre.
Az Eszterhás István által írt Magyarország nemkarsztos barlangjainak lajstroma című, 1993-ban készült kéziratban meg van említve, hogy a Bakony hegységben, a 4440-es barlangkataszteri területen, Nagygörbőn helyezkedik el a Kétlyuku-barlang. A bazaltban keletkezett barlang 4,5 m hosszú és 1 m mély. Az összeállításban fel van sorolva az a Magyarországon, nem karsztkőzetben kialakult, létrehozott 520 objektum (478 barlang és 42 mesterséges üreg), amelyek 1993 végéig ismertté váltak. Magyarországon 49 barlang, illetve mesterségesen létrehozott, barlangnak nevezett üreg alakult ki, lett kialakítva bazaltban. A Bakony hegységben 123 barlang jött létre nem karsztkőzetben.

## További irodalom
- Eszterhás István: Die Basalthöhlen der Tátika- und Kovácsi-berg. Arbeitsmaterial der Höhlenforscher, 19. Jahrgang. 1987. DWBO Dresden. 11. old.